# Tunken Linchang (bondby i Kina, Hebei Sheng, lat 41,98, long 114,82)
Tunken Linchang (kinesiska: 屯垦林场) är en bondby i Kina. Den ligger i provinsen Hebei, i den norra delen av landet, omkring 270 kilometer nordväst om huvudstaden Peking. Antalet invånare är 113. Befolkningen består av 50 kvinnor och 63 män. Barn under 15 år utgör 1,0 %, vuxna 15-64 år 85 %, och äldre över 65 år 12,0 %.
Runt Tunken Linchang är det ganska tätbefolkat, med 62 invånare per kvadratkilometer. Närmaste större samhälle är Kangbao Muchang, 10,8 km nordväst om Tunken Linchang. Trakten runt Tunken Linchang består i huvudsak av gräsmarker.
Genomsnittlig årsnederbörd är 504 millimeter. Den regnigaste månaden är juli, med i genomsnitt 126 mm nederbörd, och den torraste är februari, med 3 mm nederbörd.